# Tovejskommunikation
Tovejskommunikation er som udgangspunkt kommunikation der går begge veje. Dvs. at begge parter der deltager har mulighed for at svare. En bog er et eksempel på envejskommunikation, for her går kommunikationen kun en vej – læseren kan jo ikke føre en samtale med bogen!
Men der er delvist tale om perfekt tovejskommunkation og delvist tale om noget der er mellem envejs- og tovejskommunikation. Perfekt tovejskommunkation kræver nemlig at begge parter i samtalen har lige rettigheder, ens dominering og identisk viden – derfor er perfekt tovejskommunikation umulig at opnå i praksis.